# Sentatxan
Sentatxan (en rus: Сентачан) és un poble de la república de Sakhà, a Rússia, que en el cens del 2010 tenia 12 habitants, pertany al districte de Batagai.